# Les Rives
Les Rives település Franciaországban, Hérault megyében. Lakosainak száma 151 fő (2022. január 1.). Les Rives Cornus, La Couvertoirade, Le Caylar, Lauroux, Romiguières és Saint-Félix-de-l’Héras községekkel határos.

## Népesség
A település népességének változása:
| Lakosok száma | 92   | 78   | 102  | 125  | 143  | 142  | 144  | 147  | 147  | 151  |
|               | 1968 | 1982 | 1990 | 2006 | 2013 | 2015 | 2017 | 2019 | 2020 | 2022 |